# Christian Schad
Christian Schad, född 21 augusti 1894 i Miesbach, död 25 februari 1982 i Stuttgart, var en tysk bildkonstnär, tidigt förknippad med konstriktningar som dadaism och ny saklighet. 

## Verksamhet
Christian Schad var en av de första som frambringade konstnärliga bilder genom att ljusexponera föremål på fotografiskt papper utan hjälp av kamera eller lins, en teknik som brukar kallas fotogram, men också schadografi efter honom. Tillsammans med bland andra Otto Dix och George Grosz ses han också som en viktig företrädare för 1920-talets tyska verism, den porträttkonst som framhäver en modells avvikelser från ett klassiskt skönhetsideal. Ett Christian Schad Museum öppnade 3 juni 2022 i Aschaffenburg där konstnären var bosatt från 1942 och framåt. Över 3200 verk ur konstnärens kvarlåtenskap har överförts till detta konstnärsmuseum från en stiftelse som inrättades av änkan Bettina Schad (1921–2002) två år före hennes bortgång.

## Skrifter
- Relative Realitäten. Erinnerungen um Walter Serner. Mit einer Nachbemerkung von Bettina Schad (Augsburg: Maroverlag, 1999)